# Camille Pissarro
Jacob Camille Pissarro, francoski slikar, * 10. julij 1830, Charlotte Amalie na otoku Saint Thomas v Deviških otokih, † 13. november 1903, Pariz.
Njegov oče je bil Abraham Gabriel Pissarro, portugalski sefardski jud, mati pa Rachel Manzano-Pomié pa kreolka, po rodu iz Dominikanske republike. Pissarro je živel na otoku St. Thomas do svojega dvanajstega leta, ko je odšel na šolanje v Pariz. Poznan je kot eden izmed ustanoviteljev impresionizma, slikal je prizore francoskega podeželja, krajine, delavce na poljih, pa tudi prizore iz pariškega Montmartra.

## Življenje
Pissarro je že zgodaj pokazal nadarjenost za risanje, ki pa ga starši niso spodbujali, saj so želeli, da bi postal poslovnež. Leta 1841 so ga poslali na nadaljnje šolanje v Pariz. Živel je v gostišču v Passyju. Lastnik gostišča Savary ga je spodbujal k risanju in mu svetoval, naj riše na prostem in neposredno opazuje naravo, kar je bilo v tistih časih nezaslišano početje.
Ko je bilo Pissarru 17 let, so ga starši poklicali nazaj na St. Thomas, da bi postal trgovec. Leta 1850 je po vladnih poslih prišel tja danski slikar Fritz Melbye. Mladenič, ki je ukradel vsak trenutek, da bi skiciral in risal, ga je pritegnil in kmalu sta postala prijatelja. Melbye je spodbujal Pissarrove umetniške težnje in ta se je odločil, da bo novega prijatelja spremljal v Venezuelo.
Pissarro se je avgusta 1854 vrnil na St. Thomas, vendar je že po letu dni spet odšel v Francijo; njegov oče je spoznal, da se sinove nadarjenosti ne da zatreti. V Parizu je Pissarro obiskoval različne tečaje, verjetno celo v École des Beaux-Arts. Trudil se je z akademskim slikanjem, vendar ga je srce vleklo h krajinam, naravi in neposrednemu opazovanju. Zelo je občudoval Camilla Corota, ki je slovel po prefinjenih krajinah in ko je Pissarro prvič oddal svoje delo za razstavo, se je podpisal kot Corotov učenec.
Leta 1857 je prišlo do srečanja, ki je bilo dolgoročno pomembno za Pissarrovo življenje in je močno vplivalo na usmeritev slikarstva konec 19. stoletja. Na tečaju v neuradnem ateljeju Academie Suisse je spoznal sedemnajstletnega Clauda Moneta. Izhajal je iz podobne buržoazne družine, kar je ob enakem okusu in temperamentu botrovalo prijateljstvu.
Na Salonu se je Pissarro prvič predstavil leta 1859 s sliko Pokrajina pri Montmorencyju. Slike, ki jih je oddal leta 1861 in 1863 so zavrnili. Pissarrojevo delo se je ponovno pojavilo na zaporednih Salonih v letih 1865 in 1866 ter leta 1868 in v časopisju poželo nekaj ugodnih kritik.
Čistost in jasnost, ki sta bili značilnost vseh impresionistov, sta se začeli pojavljati tudi na Pissarrojevih slikah. Barve je obdeloval z vse večjo gotovostjo, zlasti ko je začel delati s paletnim nožem. Da bi bil bližje virom svojega navdiha na podeželju v severni Franciji, se je preselil iz središča Pariza in se s svojo izvoljenko Julie Vellay naselil v Pontoisu. Imela sta že dva otroka, vendar sta se poročila šele čez nekaj let.
V Parizu je bilo shajališče umetnikov in intelektualcev kavarna Guerbois in tu je Pissarro spoznaval umetnike, kot so Manet, Degas, Renoir, Fantin-Latour, Duranty, Zacharie Astruc in Emile Zola.
Leta 1869 se je Pissarro z družino preselil v Louveciennes, vendar pa je bilo že leta 1870 videti, da je nemški vdor v Francijo neizogiben. Pissarro je pobegnil pred francosko-prusko vojno naprej v Bretanijo in nato v Anglijo.
Tudi Monet si je našel zatočišče v Angliji in Pissarro je spet prijateljeval z njim. V Londonu je Pissarro spoznal francoskega trgovca z umetninami Durand-Ruela, ki je kupil nekaj njegovih del, za kar mu je bil umetnik zelo hvaležen, saj v Angliji ni imel velikega uspeha.
Pissarro in Julie Vellay sta se leta 1870 poročila in se naslednje leto vrnila v Louveciennes. Tu je ugotovil, da so vse slike, ki jih je pustil v ateljeju - okrog 1500 del - izginile. Mnogo so jih uničili, nekatere so celo uporabili namesto desk v vrtu. Pissarro še zdaleč ni bil potrt, zdi se, da je na to gledal celo kot na neke vrste osvoboditev. Izguba zgodnjih del mu je ponudila možnost za povsem nov začetek, čeprav je imel zdaj že 41 let.
Z družino se je preselil v četrt Hermitage v Pontoisu in se vrnil k znanim krajinam, ki jih je imel tako rad - nekaj, kar je slikal vse življenje. Napotil se je tudi dlje, do Osnyja in Auversa, kjer je tedaj delal Cézanne. Moža sta se prvič srečala že leta 1861, zdaj pa sta veselo obnovila prijateljstvo in v tem času nedvoumno vplivala na delo drug drugega.
Leta 1874 so Pissarra že imeli za starejšega člana skupine umetnikov, v kateri so bili Monet, Cezanne, Guillaumin, Renoir in Sisley, ki so bili nezadovoljni s togostjo Salona. Pripravili so svojo razstavo, vendar so bili povsem nepripravljeni na kritike, ki so sledile. Novinarji in občinstvo so sprožili nanje jedek plaz prezira in posmeha. Slike so imeli za nezaslišane, ne zaradi motivike, ampak zaradi uporabljene tehnike. Predvsem Monetova Impresija, sončni vzhod je bila deležna ostrega nasprotovanja. Izraz 'impresionizem' se je najprej pojavil v članku, ki je zasmehoval njihovo delo. Beseda se je hitro prijela in sprejeli so jo tudi umetniki sami.
Leta 1876 in 1877 sta bili v Durand-Ruelovi galeriji še dve razstavi. Razstavljali so lahko le tisti, ki so bili pripravljeni sprejeti neslavni naziv impresionist. Na tretji razstavi je bilo 18 razstavljavcev, med njimi tudi Sisley, Monet, Degas, Renoir, Berthe Morisot, Cézanne in Pissarro - današnje zvezde impresionizma. Vsi ti slikarji so bili izraziti individualisti, vendar pa je Pissarro izstopal kot njihov priznani vodja.
Čeprav je Pissarro počasi postajal priznan, pa si še zdaleč ni zagotovil finančne varnosti. Od leta 1863 do 1884 se mu je rodilo sedem otrok in dobro se je zavedal svojih starševskih dolžnosti. Pisma iz tega obdobja razkrivajo, kako resne so bile njegove denarne težave in kako se jih je zavedal. Vendar pa ni njegovo delo nikoli odsevalo žalosti, kaj šele obupa.
V začetku osemdesetih let 19. stoletja je Durand-Ruel zašel v težave, kar je pogubno vplivalo tudi na umetnike, ki jih je podpiral. Kljub temu je začel organizirati vrsto razstav posameznikov. Pissarrojeva je bila maja leta 1883. Posel se je začel spet popravljati in razvilo se je zdravo tržišče zunaj celine, zlasti v Londonu in v ZDA. Pissarro se je leta 1884 preselil v Éragny-sur-Epte in tamkajšnja hiša je ostala družinski dom vse do njegove smrti.
Leta 1885 se je Pissarro seznanil z Georgesom Seuratom, ki je razvijal slikarski slog, znan kot pointilizem ali divizionizem. Pissarro, ki je bil vselej odprtega duha, je bil prepričan, da bo ta tehnika poslikani površini dala večji sijaj. Radikalna sprememba sloga je bil pogumen korak za umetnika, ki je bil že dodobra prekoračil petdeseto leto. Njegovo eksperimentiranje s pointilizmom pa ni naletelo na splošno odobravanje in končno je spoznal, da gre za tehniko, ki ji manjka spontanosti in neposrednosti, ki ju je cenil v umetnosti.
V zadnjem desetletju 19. stoletja si je Pissarro finančno precej opomogel. Njegovi nekdanji podporniki, med njimi tudi Durand-Ruel so, olajšani, ker je opustil neoimpresionizem in pointilistično tehniko, obnovili svojo zvestobo. Na dražbi maja 1890 so dve krajini prodali za kar veliko denarja. Še bolj razveseljivo je bilo to, da so Pissarroja vse bolj priznavali kot mojstra impresionizma. Leta 1890 je Theo van Gogh, Vincentov brat, organiziral samostojno Pissarrojevo razstavo, Durand-Ruel pa je od 1892 do 1901 redno razstavljal njegova dela.
V teh letih je večkrat obiskal Anglijo, Belgijo in Nizozemsko in veliko potoval po severni Franciji. Začel se je zanimati za jedkanje in nato vse do svoje smrti izdeloval tudi gravure. Leta 1895 je zbolel za neko očesno boleznijo, zaradi česar se mu je poslabšal vid in mu onemogočil delo na prostem. Zato je veliko zadnjih slik, zlasti mestne prizore Rouena in Pariza, naslikal z okna stanovanja.
Umrl je 13. novembra 1903 v Parizu in zapustil bogato dediščino slik, jedkanic in litografij. Ta blagi, prijazni veliki slikar je močno vplival na druge umetnike svojega časa. Cézanne ga je opisal kot ponižnega in ogromnega, kar je vsekakor ustrezen opis.

## Slike
- Trg v Caracasu, c. 1850–52, olje na platnu. Colección Patricia Phelps de Cisneros
- Allée dans une forêt (Cesta v gozdu), 1859, olje na platnu
- Delo pri Bérelles (Le Labourage, Bérelles), c. 1860, olje na platnu
- Châtaignier à Louveciennes, 1870. Musée d'Orsay, Pariz
- Gozd pri Marlyju, 1871. Thyssen-Bornemisza Museum
- Cesta v Versailles, Louveciennes: jutranja zmrzal, 1871. Dallas Museum of Art
- Old Chelsea Bridge, London 1871. Smith College Museum of Arts
- Tihožitje Jabolka in hruške v okrogli košarici, 1872. Henry and Rose Pearlman Collection, na dolgoročno posojilo Princeton University Art Museum
- Camille Pissarro, Portret Paula Cézanna, 1874. National Gallery
- Kravja pastirica pri Valhermeilu, Auvers-sur-Oise, 1874. Metropolitan Museum of Art
- Un Carrefour à l'Hermitage, Pontoise, 1876. Musée Malraux
- Toits rouges, coin d'un village, hiver, Côte de Saint-Denis, Pontoise, 1877. Musée d'Orsay, Pariz
- The Côte des Bœufs at L'Hermitage, 1877. National Gallery
- Vrt v Pontoisu, 1877
- Perica, študija, 1880. Metropolitan Museum of Art
- Pogovor, c. 1881. National Museum of Western Art
- Žetev, 1882. Bridgestone Museum of Art, Tokijo
- Le jardin de Maubuisson, Pontoise, 1882
- Bergère rentrant des moutons 1886. University of Oklahoma
- Otroci na kmetiji 1887. Collection of G. Signac, Paris
- Košnja pri Eragnyju, 1889
- Place du Havre, Pariz, 1893. Art Institute of Chicago
- Place du Théâtre Français: učinek megle, 1897. Dallas Museum of Art
- Rouen, Rue de l'Épicerie, 1898
- La Place du Théâtre Français, 1898. Los Angeles County Museum of Art
- Pogled na Rouen, 1898. Honolulu Museum of Art
- Vrt Tuilerije v pomladnem jutru, 1899. Metropolitan Museum of Art
- Jutro, zimsko sonce, zmrzal, Pont-Neuf, Sena, Louvre, Soleil D'hiver Gella Blanc, c. 1901. Honolulu Museum of Art
- Prihod ladje v Le Havre, 1903. Dallas Museum of Art
- Boulevard Montmartre à Paris, 1897. Hermitage Museum
- Boulevard Montmartre: Mardi Gras, 1897. Hammer Museum